# Вакавил
Вакавил (Vacaville) е град в окръг Солано, щата Калифорния, САЩ. Вакавил е с население от 88 625 души. (2000) Общата площ на Вакавил е 70,10 кв. км (27,10 кв. мили).